# Ferdinand Imseng
Ferdinand Imseng, né dans la vallée de Saas en 1845 et mort au mont Rose le 8 août 1881, est un guide de haute montagne suisse spécialiste des hauts massifs valaisans.

## Biographie
Contemporain d'Alexandre Burgener, né lui aussi dans la vallée de Saas, Ferdinand Imseng commence sa carrière de montagnard dès 1863 comme porteur avant de devenir guide en 1872. Sa carrière, brève mais brillante, débute et prend fin sur la face est de la pointe Dufour, point culminant du mont Rose. En effet, le 8 août 1881 il est emporté par une avalanche, avec Damiano Marinelli et le guide Battista Pedranzini, au cours de la traversée du passage dénommé couloir Marinelli. Imseng est enterré à Macugnaga.

## Premières
- 22 juillet 1872 - première du versant est du mont Rose avec Richard et William Pendlebury et Charles Taylor et les guides Gabriel Spechtenhauser et Giovanni Oberto[2]
- 1872 - Arête sud-est du Zinalrothorn avec Clinton Thomas Dent et Alexander Burgener
- 1876 - Versant est du Nordend au mont Rose avec Luigi Brioschi
- 1879 - Face est du Weisshorn
- 1879 - Arête de Zmutt (Cervin) par le couloir « Penhall »